# Bundesstraße 43a
Pour les articles homonymes, voir Route 43A.
La Bundesstraße 43a est une Bundesstraße du Land de Hesse.

## Géographie
La B 45a est une route de liaison de type autoroutier entre l'échangeur autoroutier de Hanau (A 45 Dortmund/A 66 Fulda) et la jonction avec la B 45, qui est également construite comme une autoroute, près de la jonction de Hanau de l'A 3 (Cologne-Francfort-sur-le-Main-Wurtzbourg). Sur toute sa longueur, il s'agit d'un tronçon de l'A 683 initialement prévue, qui devait relier l'échangeur autoroutier de Hanau à Dieburg, mais qui est finalement réalisé comme un composite des B 43a et B 45, qui sont construites comme une autoroute.